# Ладний Іван Данилович
Іван Данилович Ладний (10 жовтня 1927, Велика Рибиця, Сумська область – 23 вересня 1987, Москва) – епідеміолог, інфекціоніст, заступник генерального директора ВООЗ (1976-1983), заступник директора Всесоюзного НДІ медичної та медикотехнічної інформації (1983-1987).

## Життєпис
Ладний Іван Данилович народився 10 жовтня 1927 році в селі Велика Рибиця Краснопільского району Сумської області. З 1944 по 1945 рік брав участь у Великій Вітчизняній війні, а після закінчення війни продовжив служити в Радянській армії (1945-1949) .
У 1951 році вступив на санітарно-гігієнічний факультет в Харківський медичний інститут (ХМІ). Під час навчання був старостою групи. Великий вплив на особистість студента зробив видатний український епідеміолог Михайло Михайлович Соловйов, завдяки йому І.Д. Ладний вирішив стати вченим-епідеміологом. Згодом присвятив книгу вчителю, видану у 1982 році в серії «Выдающиеся деятели отечественной медицины и здравоохранения» .
У 1957 році закінчивши навчання залишився в інституті, працював на кафедрі епідеміології спочатку аспірантом (1957-1959), а згодом асистентом (1959-1965) .
У 1962 році він захистив дисертацію на ступінь кандидата медичних наук за темою «Влияние пенициллина, стрептомицина и биомицина на антитоксический противостолбнячный иммунитет в эксперименте» та обраний на посаду доцента кафедри епідеміології ХМІ .
У 1965 році Івана Даниловича Ладного призначили радником ВООЗ. Він перебував в складі міжнародного інтернаціонального дивізіону із боротьби з натуральною віспою в найбільш віддалених та неблагополучних з цієї хвороби державах Африки. Брав активну участь в організації виконання глобальної програми ліквідації віспи, задля чого ним проводився глибокий аналіз епідемічного становища у світі, налагоджувався епідеміологічний нагляд, поточна реєстрація захворюваності, організація щеплення, санітарна проосвіта . Його життя в той час складалося із цілого ряду поїздок до місць поселення корінного населення, поїздок відповідальних, важких, іноді небезпечних для життя.
У 1971 році І.Д. Ладний повернувся до Радянського Союзу, де він очолив посаду начальника Головного управління карантинних інфекцій Міністерства охорони здоров’я СРСР. У 1976 році обійняв посаду заступника Генерального директора ВООЗ, де працював до 1983 року .
Надалі жив у Москві. З 1983 по 1987 рік був призначений заступником директора всесоюзного НДІ медичної та медико-технічної інформації. З 1986 по 1987 році він працював директором Державної центральної наукової бібліотеки в Москві .
23 вересня 1987 року Іван Данилович трагічно загинув в автокатастрофі. Його поховали в Москві на Кунцевському кладовищі .

## Наукова діяльність
Ладний І.Д. залишив глибокий слід в історії медицини, завдяки видатному лікарю глобальна програма ліквідації віспи мала успіх.
Наукова діяльність епідеміолога була пов’язана з дослідженням інфекційних хвороб, епідемій, методів профілактики й лікування віспи. Він виявив переваги ведення противіспяної вакцини за допомогою біофуркаційної голки, використовував різні схеми профілактичної та екстреної її ефективності.
Іван Данилович Ладний не тільки вивчав натуральну віспу, а як керівник ще займався кількома напрямками діяльності ВООЗ: контроль інших інфекційних захворювань, включаючи програму попередження сліпоти, спричиненої вірусом віспи, програми боротьби з паразитарними хворобами, ветеринарна санітарія; розширена програма імунізації; дослідження біології переносників і методів боротьби з ними .
У 1982 році захистив докторську дисертацію за темою «Научные и организационные основы глобальной ликвидации оспы и предупреждение ее возврата», а у 1985 році видав книгу «Ликвидация оспы и предупреждения ее возврата», яка стала узагальненням досвіду боротьби з однією найбільш загрозливих інфекційних хвороб – природньою віспою .
Ладний І.Д. був автором майже 150 наукових праць, 5 з них – монографії .
Брав активну участь у роботі над фундаментальною працею, що створювалася в Женеві під егідою ВООЗ і побачила лише світ англійською та японською мовами -  «Smallpox and its Eradication» («Оспа и ее ликвидация», 1476 сторінок). Був одним з п’яти авторів. В виданні зібрано все, що відомо про захворювання: історичні дані про натуральну віспу, шляхи її розповсюдження, описано клінічну картину, епідеміологію, методи лікування та профілактики цієї хвороби. Цікаво висвітлено оповідання про те, як починалась програма з ліквідації натуральної віспи, з якими труднощами стикалася ВООЗ та як долалися ці труднощі. Автори описали кожну країну, в якій проводили програму з ліквідації натуральної віспи. Розповіли про учасників та керівників, які брали участь у цій програмі. Окрім натуральної віспи описали деякі інші види віспи, такі як коров’яча та мавпяча.
Внесок Івана Васильовича – вперше описав вірусологічно підтверджений випадок мавпячої віспи у людини в Заїрі .